# فیلم‌نامه‌نویسی
فیلم‌نامه‌نویسی (انگلیسی: Screenwriting) یا نگارش فیلم‌نامه هنر و فن نوشتن فیلم‌نامه برای رسانه‌های گروهی مانند فیلم‌های بلند، برنامه‌های تلویزیونی یا بازی‌های ویدئویی است. این حرفه اغلب به صورت مستقل و آزاد انجام می‌شود.
فیلم‌نامه‌نویسان مسئول تحقیق در مورد داستان، توسعه روایت، نوشتن فیلم‌نامه، فیلم‌نامه، دیالوگ‌ها و تحویل آن‌ها به مدیران توسعه در قالب مورد نیاز هستند. بنابراین، فیلم‌نامه‌نویسان تأثیر زیادی بر جهت‌گیری و کارگردانی خلاقانه و تأثیر احساسی فیلم‌نامه و به احتمال زیاد بر فیلم نهایی دارند. فیلم‌نامه‌نویسان یا ایده‌های اصلی خود را به تهیه‌کنندگان معرفی می‌کنند، به امید اینکه این ایده‌ها مورد توجه قرار گیرند یا فروخته شوند؛ یا توسط یک تهیه‌کننده مأمور می‌شوند تا از یک مفهوم، داستان واقعی، اثر سینمایی موجود یا اثر ادبی مانند رمان، شعر، نمایشنامه، کتاب کمیک یا داستان کوتاه، فیلم‌نامه‌ای خلق کنند.

## انواع
فیلم‌نامه‌نویسی در صنعت سرگرمی به شکل‌های مختلفی انجام می‌شود. اغلب، چند نویسنده روی یک فیلم‌نامه در مراحل مختلف فیلم‌سازی با وظایف متفاوت کار می‌کنند. در طول یک کار موفق، ممکن است یک فیلم‌نامه‌نویس برای نوشتن در نقش‌های مختلف استخدام شود.
برخی از رایج‌ترین شکل‌های شغل فیلم‌نامه‌نویسی عبارتند از:

### نوشتنفیلم‌نامه گمانی
فیلم‌نامه گمانی فیلم‌نامه‌های فیلم بلند یا برنامه تلویزیونی هستند که بدون سفارش نوشته شده‌اند، و برای فروش به یک استودیو فیلم، شرکت تولید یا شبکه تلویزیونی ارائه می‌شوند. محتوای فیلم‌نامهٔ گمانی معمولاً توسط فیلم‌نامه‌نویس با ابتکار، ابداع و نوآوری می‌شود، با این حال این نوع فیلم‌نامه‌ها نیز می‌توانند بر اساس آثار شناخته شده یا افراد و رویدادهای واقعی باشند. اگرچه یک فیلم‌نامه گمانی معمولاً یک اثر کاملاً اصلی است، اما می‌تواند یک اقتباس نیز باشد.

### کمیسیون
فیلم‌نامهٔ سفارشی که توسط یک نویسنده در قبال دستمزد نوشته می‌شود. این فیلم‌نامه معمولاً مدت‌ها قبل از معرفی فیلمنامه‌نویس شکل می‌گیرد و اغلب نویسندگان متعددی قبل از تأیید نهایی روی آن کار می‌کنند. توسعه این نوع فیلم‌نامه معمولاً بر اساس رمان‌ها، نمایشنامه‌ها، نمایش‌های تلویزیونی و حتی بازی‌های ویدیویی بسیار موفق است.

### نویسندگی تکلیفی
فیلم‌نامه‌هایی که بر اساس وظیفه و تکلیف نوشته می‌شوند، فیلمنامه‌هایی هستند که بر اساس قرارداد با یک استودیو، شرکت تولید یا تهیه‌کننده ساخته شده‌اند. فیلم‌نامه‌های تکلیفی عموماً اقتباس‌هایی از یک ایده یا دارایی موجود هستند که متعلق به شرکت استخدام‌کننده و براساس یک پروژه است، اما آثار اصلی می‌تواند بر اساس مفهومی باشد که توسط نویسنده یا تهیه‌کننده ایجاد شده است.

### بازنویسی و اصلاح فیلم‌نامه
اکثر فیلم‌های تولید شده تا حدودی در طول فرایند توسعه بازنویسی می‌شوند. اغلب، آنها توسط نویسنده اصلی فیلم‌نامه بازنویسی نمی‌شوند. بسیاری از فیلم‌نامه‌نویسان تثبیت شده و همچنین نویسندگان جدیدی که آثارشان امیدوارکننده است، اما فاقد قابلیت فروش هستند، زندگی خود را با بازنویسی فیلم‌نامه می‌گذرانند.
وقتی که ایده اصلی یا شخصیت‌های یک فیلم‌نامه خوب هستند اما فیلم‌نامه به‌طور کلی غیرقابل استفاده است، یک نویسنده دیگر یا یک تیم از نویسندگان استخدام می‌شوند تا یک پیش‌نویس کاملاً جدید بنویسند، که اغلب به آن «بازنویسی صفحه اول» می‌گویند. وقتی تنها مشکلات کوچکی مانند دیالوگ‌های بد یا طنز ضعیف باقی می‌ماند، یک نویسنده برای انجام یک «پالایش» یا «تقویت» استخدام می‌شود.
بسته به میزان مشارکت نویسنده جدید، ممکن است اعتبار فیلم‌نامه‌نویسی به او داده شود یا نشود. برای مثال، در صنعت فیلم‌سازی آمریکا، اعتبار به بازنویس‌ها تنها در صورتی داده می‌شود که ۵۰ درصد یا بیشتر از فیلم‌نامه به‌طور قابل توجهی تغییر کرده باشد. این استانداردها می‌توانند شناسایی و تعداد فیلم‌نامه‌نویسانی که در خلق یک فیلم مشارکت داشته‌اند را دشوار کنند.
وقتی نویسندگان مطرح در مراحل پایانی توسعه برای بازنویسی بخش‌هایی از یک فیلم‌نامه فراخوانده می‌شوند، به آن‌ها معمولاً «دکتر فیلم‌نامه» می‌گویند. از جمله دکترهای برجسته فیلم‌نامه می‌توان به کریستوفر کین، استیو زیلیان، ویلیام گلدمن، رابرت تاون، مورت ناتان، کوئنتین تارانتینو و پیتر راسل اشاره کرد.

### نویسندگی تلویزیون
یک نویسنده مستقل تلویزیون معمولاً از فیلم‌نامه‌های گمانی یا اعتبارات قبلی و شهرت خود برای به‌دست آوردن قراردادی جهت نوشتن یک یا چند قسمت برای یک برنامه تلویزیونی استفاده می‌کند. پس از ارائه یک قسمت، ممکن است بازنویسی مورد نیاز باشد.
یک نویسنده در یک برنامه تلویزیونی معمولاً به‌طور داخلی کار می‌کند و قسمت‌های یک برنامه تلویزیونی را می‌نویسد و بازنویسی می‌کند. نویسندگان داخلی، که اغلب عناوین دیگری مانند ویراستار داستان یا تهیه‌کننده نیز به آن‌ها داده می‌شود، هم به‌صورت گروهی و هم به‌صورت فردی بر روی فیلم‌نامه‌های قسمت‌ها کار می‌کنند تا لحن، سبک، شخصیت‌ها و طرح‌های داستانی برنامه را حفظ کنند. سریال‌های تلویزیونی دنباله‌دار معمولاً یک ایده اصلی دارند که یک موتور داستانی ایجاد می‌کند که می‌تواند قسمت‌های فردی، زیرپلات‌ها و تحولات را هدایت کند.
سازندگان برنامه‌های تلویزیونی پایلوت تلویزیونی و کتاب مقدس مجموعه‌های تلویزیونی جدید را می‌نویسند. آنها مسئول خلق و مدیریت تمام جنبه‌های شخصیت‌ها، سبک و طرح‌های نمایش هستند. اغلب، یک خالق مسئول تصمیمات خلاقانه روزانه سریال در طول سریالی است که به عنوان مجری برنامه، نویسنده اصلی، یا ویرایشگر داستان اجرا می‌شود.
خالقان و سازندگان برنامه‌های تلویزیونی، قسمت آزمایشی و راهنمای سریال‌های جدید تلویزیونی را می‌نویسند. آن‌ها مسئول ایجاد و مدیریت تمام جنبه‌های شخصیت‌ها، سبک و طرح‌های داستانی یک برنامه هستند. اغلب، خالق برنامه به عنوان تهیه‌کننده اجرایی، نویسنده ارشد یا ویراستار داستان، مسئولیت تصمیم‌گیری‌های خلاقانه روزانه برنامه را در طول اجرای سریال بر عهده دارد.

### نویسندگی برای سریال‌های روزانه
روند نوشتن برای اپراهای صابون و تله‌نوولا با آنچه در برنامه‌های پربیننده استفاده می‌شود متفاوت است، تا حدی به دلیل نیاز به تولید قسمت‌های جدید پنج روز در هفته به مدت چندین ماه. در مثالی که جین اسپنسون به آن اشاره کرد، فیلمنامه‌نویسی «نوعی سیستم سه لایه» است:
فرایند نویسندگی برای سریال‌های آبکی و تله‌نوولاها با برنامه‌های پربیننده متفاوت است، بخشی از این تفاوت به نیاز به تولید قسمت‌های جدید به مدت پنج روز در هفته برای چندین ماه مربوط می‌شود. در یک مثال ذکر شده توسط جین اسپنسن، فیلم‌نامه‌نویسی یک «سیستم سه‌لایه‌ای» است:
تعدادی از نویسندگان برتر قوس‌های کلی داستان را طراحی می‌کنند. نویسندگان سطح متوسط با آن‌ها همکاری می‌کنند تا این قوس‌ها را به چیزی شبیه به طرح کلی قسمت‌های سنتی تبدیل کنند، و گروهی از نویسندگان زیر نظر آن‌ها (که حتی لازم نیست در لس آنجلس باشند) این طرح‌ها را انتخاب کرده و به سرعت دیالوگ‌ها را ایجاد می‌کنند، در حالی که به‌طور دقیق به طرح‌ها پایبند هستند.

### نویسندگی برای مسابقات تلویزیونی
مسابقات تلویزیونی شرکت‌کنندگان زنده دارند، اما همچنان از یک تیم نویسندگی به عنوان بخشی از یک فرمت مشخص استفاده می‌کنند. این ممکن است شامل مجموعه‌ای از سوالات و حتی عبارات یا مکالمه‌های خاصی باشد که مجری باید بگوید. نویسندگان ممکن است مکالمه‌های استفاده‌شده توسط شرکت‌کنندگان را ننویسند، اما با تهیه‌کنندگان همکاری می‌کنند تا اقدامات، سناریوها و ترتیب رویدادهایی را که از مفهوم مسابقه تلویزیونی پشتیبانی می‌کنند، ایجاد کنند.

### نویسندگی برای بازی‌های ویدئویی
با توسعه مستمر و افزایش پیچیدگی بازی‌های ویدئویی، فرصت‌های زیادی برای به‌کارگیری فیلم‌نامه‌نویسان در زمینه طراحی بازی‌های ویدئویی فراهم شده است. نویسندگان بازی‌های ویدئویی با سایر طراحان بازی همکاری نزدیکی دارند تا شخصیت‌ها، سناریوها و دیالوگ‌ها را خلق کنند.

### نظریه‌های ساختاری
چندین نظریه اصلی در فیلم‌نامه‌نویسی به نویسندگان کمک می‌کند تا با نظام‌مند کردن ساختار، اهداف و تکنیک‌های نوشتن فیلم‌نامه، به آن نزدیک شوند. رایج‌ترین انواع این نظریه‌ها، نظریه‌های ساختاری هستند. فیلم‌نامه‌نویس ویلیام گلدمن به طور گسترده‌ای نقل شده که گفته است «فیلم‌نامه‌ها ساختار هستند».